# Сангкум
Сангкум Реастр Нийюм (кхмер. សង្គមរាស្ត្រនិយម, МФА (кхм.): saŋkum riəh niʔjum — Наро́дно-социалисти́ческое о́бщество) — политическая организация, существовавшая в Камбодже в 1955—1970 гг. Основана в 1955 году принцем Нородом Сиануком, который оставался ее руководителем вплоть до своего свержения. Несмотря на то, что организация называла себя «движением», а не политической партией, Сангкум находился у власти в Камбодже вплоть до переворота 1970 года.

## Создание
2 марта 1955 года Нородом Сианук неожиданно отрёкся от престола в пользу своего отца — Нородома Сурамарита. Спустя несколько месяцев он возглавил правительство и получил пост министра иностранных дел. Убеждённый в необходимости радикальных изменений в государственном управлении и экономике Нородом Сианук пошёл на беспрецедентный для члена королевской семьи шаг — образовал левоцентристское общественно-политическое объединение (Сангкум), объединившее большинство ведущих политических сил страны (кроме Демократической партии и прокоммунистической группы Прачеачун).
Сангкум уверенно победил на первых всеобщих парламентских выборах и сформировал новое правительство. Программные принципы объединения были определены самим Нородомом Сиануком и являли собой эклектическую доктрину, соединявшую принципы демократического социализма, либеральной демократии, национализма и монархизма, нацеливаясь на демократизацию камбоджийской монархии и социализацию экономики. К 1960 году Сангкум объединял уже около миллиона граждан страны.